# 瓦雷讷莱纳尔西
瓦雷讷莱纳尔西（法語：Varennes-lès-Narcy，法語發音：[vaʁɛn lɛ naʁsi]，意为“纳尔西附近的瓦雷讷”）是法国涅夫勒省的一个市镇，属于卢瓦尔河畔科讷库尔区。

## 地理
瓦雷讷莱纳尔西（47°12'54"N, 3°4'22"E）面积18.33 平方千米，位于法国勃艮第-弗朗什-孔泰大區涅夫勒省，该省份为法国中部省份，北至约讷省，西北接卢瓦雷省，西接谢尔省，南至阿列省，东南接索恩-卢瓦尔省，东临科多尔省。
与瓦雷讷莱纳尔西接壤的市镇（或旧市镇、城区）包括：比尔西、卢瓦尔河畔拉沙里泰、卢瓦尔河畔梅沃、纳尔西、拉沃。

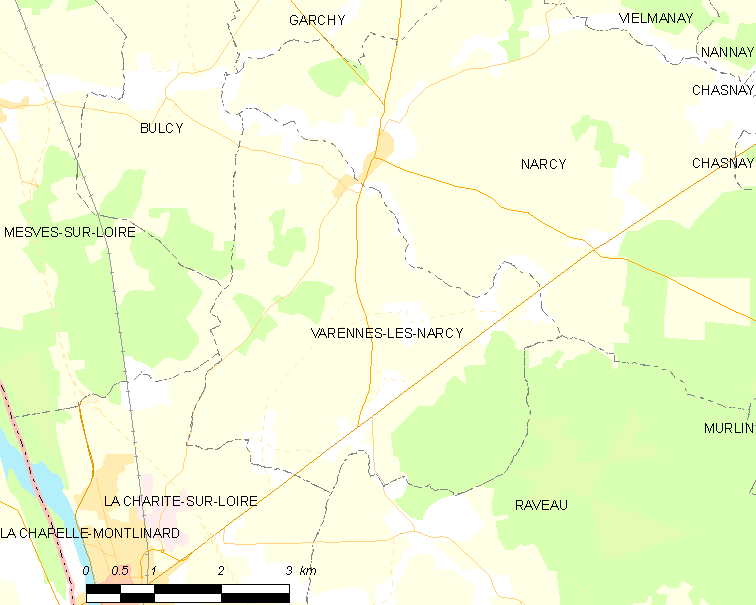
瓦雷讷莱纳尔西的OSM定位图

瓦雷讷莱纳尔西的时区为UTC+01:00、UTC+02:00（夏令时）。

## 行政
瓦雷讷莱纳尔西的邮政编码为58400，INSEE市镇编码为58302。

## 政治
瓦雷讷莱纳尔西所属的省级选区为卢瓦尔河畔拉沙里泰县。

## 人口

1962-2008年间瓦雷讷莱纳尔西人口变化图示

瓦雷讷莱纳尔西于2022年1月1日时的人口数量为909人。